# Spiradiclis
Spiradiclis  es un género con 39 especies de plantas con flores perteneciente a la familia de las rubiáceas.
Es nativo desde Assam hasta el sudeste de China y Java.

## Especies seleccionadas
- Spiradiclis arunachalensis Deb & Rout (1989).
- Spiradiclis baishaiensis X.X.Chen & W.L.Sha (1988).
- Spiradiclis balansae (Pit.) H.S.Lo (1983).
- Spiradiclis bifida Kurz (1872).
- Spiradiclis caespitosa Blume (1826).